# Sangihe-Koboldmaki
Der Sangihe-Koboldmaki (Tarsius sangirensis) ist eine Primatenart aus der Gruppe der Koboldmakis.

## Merkmale
Sangihe-Koboldmakis sind sehr kleine Primaten, mit 140 bis 150 Gramm zählen sie allerdings zu den schwersten Vertretern der Koboldmakis aus Sulawesi. Ihr Fell ist an der Außenseite goldbraun gefärbt, der Bauch ist weiß. Der Schwanz ist länger als der Rumpf, im Gegensatz zu anderen Koboldmakis ist das Haarbüschel an der Schwanzspitze nur schwach ausgeprägt. Als Anpassung an die springende Lebensweise sind die Hinterbeine verlängert, die Fußwurzel ist vergrößert. Der grau gefärbte Kopf weist die für die Koboldmakis typischen großen Augen auf, auch die Ohren sind groß, sie sind unbehaart und beweglich.

## Verbreitung und Lebensraum

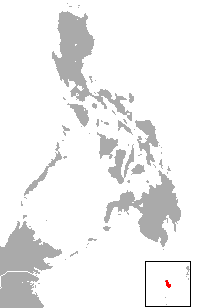
Verbreitungsgebiet (rot)

Diese Primaten leben nur auf der zu Indonesien gehörenden Insel Sangihe Besar, die ungefähr auf halber Strecke zwischen Sulawesi und Mindanao liegt. (Die Population der Nachbarinsel Siau wurde 2008 als eigene Art – Siau-Koboldmaki – beschrieben.) Lebensraum dieser Art sind Wälder wie Regen- und Sumpfwälder, aber auch Plantagen. Sie sind auch in Sekundärwäldern zu finden.

## Lebensweise
Sangihe-Koboldmakis sind wie alle Koboldmakis nachtaktive Baumbewohner, die tagsüber im Pflanzendickicht schlafen. In der Nacht gehen sie auf Nahrungssuche, dabei bewegen sie sich kletternd und springend fort. Sie leben in kleinen Gruppen. Im Gegensatz zu den nahe verwandten Koboldmakis auf Sulawesi teilen sich die Gruppen zum Schlafen auf und schlafen auch höher oben in den Bäumen. Dabei handelt es sich vermutlich um eine Reaktion auf den Feinddruck, etwa durch verwilderte Hauskatzen.
Diese Primaten sind wie alle Koboldmakis Fleischfresser, die vermutlich Insekten und kleine Wirbeltiere zu sich nehmen.

## Gefährdung
Es ist nicht klar, in welchem Ausmaß Sangihe-Koboldmakis mit vom Menschen veränderten Lebensräumen zurechtkommen, deswegen sind auch Aussagen über die Gefährdung uneinheitlich. Aufgrund der geringen Größe ihres Verbreitungsgebietes listet die IUCN die Art als „stark gefährdet“ (endangered).